# San José de Ocoa (prowincja)
San José de Ocoa – jedna z 32 prowincji Dominikany. Stolicą prowincji jest miasto San José de Ocoa.

## Opis
Prowincja położona na północy Dominikany, zajmuje powierzchnię 853 km² i liczy 59 544 mieszkańców 1 grudnia 2010.

## Gminy
| Lp.     | Gmina            | Liczba ludności (2010) | Powierzchnia (km²) |
| ------- | ---------------- | ---------------------- | ------------------ |
| 1       | Rancho Arriba    | 10 299                 | 205                |
| 2       | Sabana Larga     | 9 794                  | 164                |
| 3       | San José de Ocoa | 39 451                 | 485                |
| Łącznie |                  | 59 544                 | 853                |